# Ashcan School

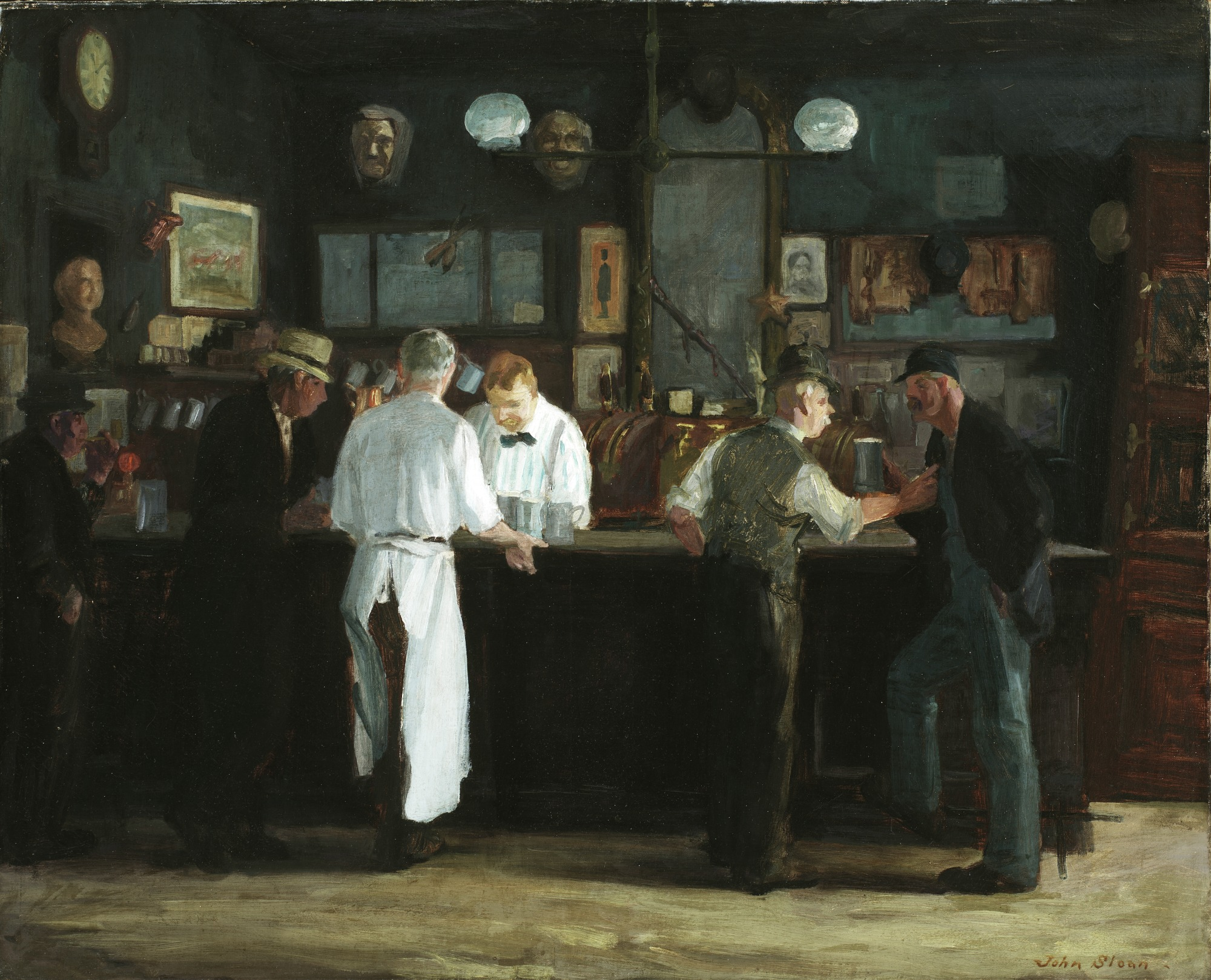
John French Sloan: McSorley's Bar, 1912, Detroit Institute of Arts

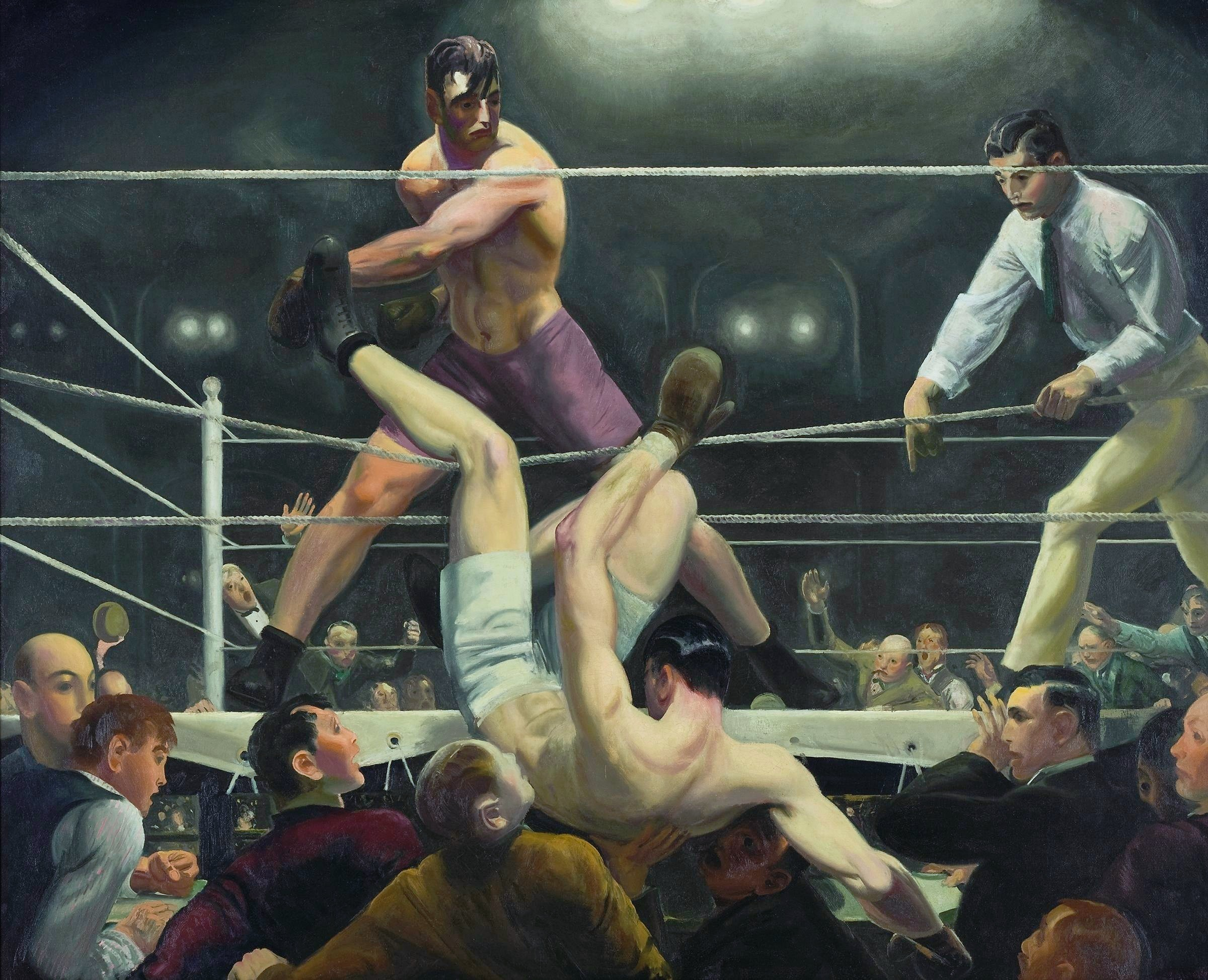
Gemälde im Ashcan-Stil von George Wesley Bellows: Dempsey and Firbo, 1924

Die Ashcan School war eine künstlerische Bewegung in den Vereinigten Staaten zu Beginn des 20. Jahrhunderts, die Szenen des täglichen Lebens in New York darstellte, oft in den Armenvierteln der Stadt. Die wichtigsten Vertreter dieser Richtung waren Robert Henri (1865–1929), George Luks (1867–1933), William Glackens (1870–1938), John Sloan (1871–1951) und Everett Shinn (1876–1953). Einige dieser Künstler lernten sich während ihres Studiums an der Pennsylvania Academy of the Fine Arts bei Thomas Anshutz kennen, andere arbeiteten gemeinsam als Illustratoren für Zeitungen in Philadelphia.

## Geschichte
Die Ashcan School entstand als Reaktion auf den vorherrschenden amerikanischen Impressionismus und den akademischen Realismus, die zu dieser Zeit die dominierenden und kommerziell erfolgreichsten Stilrichtungen in den USA waren. Im Gegensatz zu den glanzvollen Werken von Künstlern wie John Singer Sargent und William Merritt Chase waren die Werke der Ashcan School oft dunkler in der Farbgebung und rauer in der Ausführung. Viele ihrer Werke fingen die härteren Momente des modernen Lebens ein, indem sie Straßenkinder, Prostituierte, Alkoholiker, überfüllte Mietskasernen und überfüllte Theater darstellten.
Obwohl die Ashcan School oft mit der Gruppe The Eight in Verbindung gebracht wird, waren nur fünf Mitglieder dieser Gruppe Ashcan-Künstler. Die anderen drei – Arthur B. Davies, Ernest Lawson und Maurice Prendergast – malten in sehr unterschiedlichen Stilen. Die Ausstellung der The Eight im Jahr 1908 brachte der Ashcan-Kunst jedoch größere Aufmerksamkeit und Anerkennung.
Mit dem Aufkommen der Moderne in den USA verlor die Ashcan School jedoch ihren provokativen Ruf. Die Armory Show von 1913 und die Eröffnung weiterer Galerien, in denen Werke der Kubisten, Fauves und Expressionisten gezeigt wurden, ließen Robert Henri und seinen Kreis im Vergleich zur jüngeren Generation als konservativ erscheinen. Weitere Künstler werden der Ashcan Group zugerechnet. Dazu gehören vor allem die Schüler von Robert Henri: Edward Hopper, Raphael Soyer und George Bellows. Aber auch Mabel Dwight und der Fotograf Jacob Riis mit seinen Stadtfotografien.